# Cadre-71/2-Weltmeisterschaft 1930

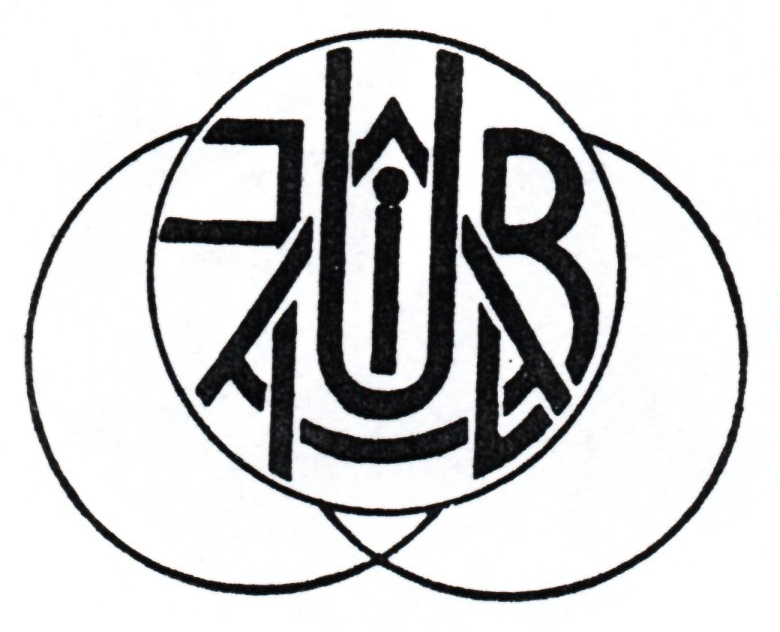
Logo UIFAB (ausrichtender Verband)

Veranstaltungsort: Vichy

Die Cadre-71/2-Weltmeisterschaft 1930 war die erste Cadre 71/2 Weltmeisterschaft. Das Turnier fand vom 25. bis zum 29. Juni 1930 in Vichy statt. Es war die erste Cadre-71/2-Weltmeisterschaft in Frankreich.

## Geschichte
Durch die Initiative des in Paris lebenden Ägypters Edmond Soussa wurde durch den Weltverband die Cadre 71/2 Weltmeisterschaft ins Leben gerufen. Soussa wurde auch der erste Weltmeister in dieser Disziplin. Er verlor nur eine Partie mit 237:300 in 16 Aufnahmen in der Vorrunde gegen den deutschen Vertreter Carl Foerster, der in der Endabrechnung den zweiten Platz belegen konnte. Der Salle de la Restauration in Vichy, in dem die Weltmeisterschaft ausgetragen wurde, wurde von vielen Teilnehmern wegen der Enge und der Temperatur kritisiert. Dadurch waren die Leistungen nicht sehr überzeugend, nach Aussagen von Carl Foerster.

## Turniermodus
Es wurde in der Ausscheidungsrunde und in der Finalrunde im Round Robin System bis 300 Punkte gespielt. Die Punkte gegen die ausgeschiedenen Teilnehmer wurden nicht in die Endrunde übernommen. Bei MP-Gleichstand wird in folgender Reihenfolge gewertet:
1. MP = Matchpunkte
2. GD = Generaldurchschnitt
3. HS = Höchstserie

## Ausscheidungsgruppe A

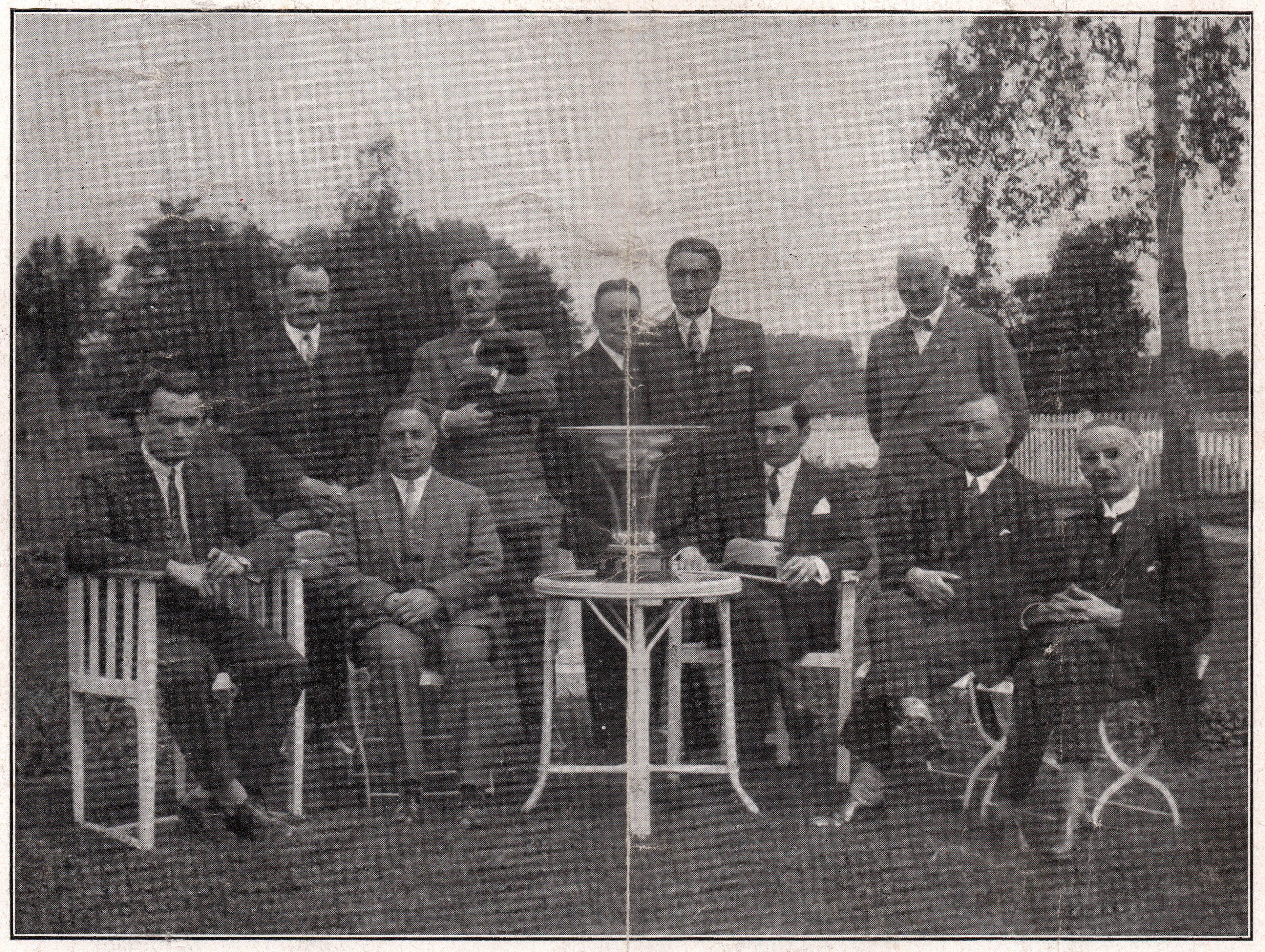
Die Teilnehmer: v.l. stehend: Walter Baltus (BEL), Jean de Gasparin (FRA), Emile Zaman (BEL), Edmond Soussa (EGY), Carl Foerster (DEU); sitzend: Alfredo Ferraz (PRT), Hans Jenny (SUI), Jean Albert (FRA), Jan Dommering (NLD), Rudolphe Agassiz (SUI)

| MP    | Match Points (Sieger = 2; Unentschieden = 1; Verlierer = 0) |
| Pkte. | Erzielte Karambolagen                                       |
| Aufn. | Benötigte Versuche                                          |
| GD    | Generaldurchschnitt                                         |
| BED   | Bester Einzeldurchschnitt eines Spielers                    |
| HS    | Höchstserie                                                 |
|       | Bester GD des Turniers                                      |
|       | Bester ED des Turniers                                      |
|       | Beste HS des Turniers                                       |
|       | 1. Platz (Gold)                                             |
|       | 2. Platz (Silber)                                           |
|       | 3. Platz (Bronze)                                           |

| Platz                     | Name             | MP  | Pkte. | Aufn. | GD    | BED   | HS |
| ------------------------- | ---------------- | --- | ----- | ----- | ----- | ----- | -- |
| 1                         | Edmond Soussa    | 6:2 | 1137  | 96    | 11,84 | 13,63 | 72 |
| 2                         | Carl Foerster    | 6:2 | 1176  | 113   | 10,40 | 18,75 | 70 |
| 3                         | Jean de Gasparin | 4:4 | 992   | 113   | 8,77  | 15,78 | 52 |
| 4                         | Jean Albert      | 4:4 | 1058  | 121   | 8,74  | 11,11 | 71 |
| 5                         | Alfredo Ferraz   | 0:8 | 452   | 102   | 4,43  | –     | 23 |
| Gruppendurchschnitt: 8,83 |                  |     |       |       |       |       |    |

## Ausscheidungsgruppe B
| Platz                     | Name             | MP  | Pkte. | Aufn. | GD   | BED   | HS |
| ------------------------- | ---------------- | --- | ----- | ----- | ---- | ----- | -- |
| 1                         | Jan Dommering    | 8:0 | 1200  | 127   | 9,44 | 12,50 | 64 |
| 2                         | Emile Zaman      | 4:4 | 1071  | 109   | 9,82 | 13,63 | 48 |
| 3                         | Walter Baltus    | 4:4 | 1179  | 153   | 7,70 | 9,67  | 68 |
| 4                         | Rudolphe Agassiz | 2:6 | 832   | 147   | 5,65 | 5,66  | 55 |
| 5                         | Hans Jenny       | 2:6 | 750   | 156   | 4,80 | 5,66  | 42 |
| Gruppendurchschnitt: 7,27 |                  |     |       |       |      |       |    |

## Abschlusstabelle
| Platz                                           | Name             | MP   | Pkte. | Aufn. | GD    | BED   | HS |
| ----------------------------------------------- | ---------------- | ---- | ----- | ----- | ----- | ----- | -- |
| 1                                               | Edmond Soussa    | 12:2 | 2037  | 150   | 13,58 | 21,42 | 88 |
| 2                                               | Carl Foerster    | 8:6  | 1988  | 202   | 9,84  | 18,75 | 70 |
| 3                                               | Emile Zaman      | 8:6  | 1848  | 196   | 9,42  | 13,63 | 56 |
| 4                                               | Jean de Gasparin | 8:6  | 1836  | 203   | 9,04  | 14,28 | 68 |
| 5                                               | Jan Dommering    | 8:6  | 1910  | 214   | 8,92  | 12,00 | 68 |
| 6                                               | Walter Baltus    | 6:8  | 1528  | 209   | 8,73  | 9,67  | 68 |
| 7                                               | Jean Albert      | 4:10 | 1628  | 216   | 7,53  | 13,04 | 48 |
| 8                                               | Rudolphe Agassiz | 2:12 | 1271  | 193   | 6,58  | 8,82  | 57 |
| 9                                               | Hans Jenny       | 2:6  | 750   | 156   | 4,80  | 5,66  | 42 |
| 10                                              | Alfredo Ferraz   | 0:8  | 452   | 102   | 4,43  | –     | 23 |
| Turnierdurchschnitt Gesamt: 8,53 Endrunde: 9,06 |                  |      |       |       |       |       |    |